# فيليبي باريتو دا سيلفا
فيليبي باريتو دا سيلفا (بالبرتغالية: Felipe Barreto da Silva‏) الشهير باسم فيليبينيو (29 يناير 1992) لاعب كرة قدم برازيلي يلعب حاليا لصالح نادي الدرجة الأولى المحرق البحريني في مركز المهاجم من 2016.

## الإنجازات

### المحرق
- كأس ملك البحرين (1): 2016